# Theodor Pfeiffer (Agrarwissenschaftler)
Theodor Pfeiffer (* 2. Mai 1856 in Bremen; † 29. Mai 1923 in Kassel) war ein deutscher Agrikulturchemiker.
Pfeiffer studierte seit 1876 an der Universität Göttingen Naturwissenschaften, insbesondere Agrikulturchemie und ab 1878 Landwirtschaft an der Hochschule Berlin. 1881 promovierte er bei Bernhard Tollens in Göttingen mit einem Thema aus dem Bereich der Zuckerchemie. 1885 habilitierte er sich hier auf dem Gebiet der Tierernährung. Als Leiter der dem Landwirtschaftlichen Universitätsinstitut angeschlossenen Kontrollstation blieb er bis 1890 in Göttingen. 1892 folgte er einem Ruf auf den Lehrstuhl für Agrikulturchemie an die Universität Jena. Von 1900 bis 1921 war er o. Professor und Direktor des Instituts für Agrikulturchemie und Bakteriologie der Universität Breslau.
In Jena und Breslau lagen Pfeiffers Forschungsschwerpunkte auf den Gebieten der Pflanzenernährung, Düngung und landwirtschaftlichen Bakteriologie. Seine Studien über stickstoffsammelnde Bakterien eröffneten neue Perspektiven für weitere Forschungen über das Problem der Stickstoffumsetzung in Ackerböden bei Düngungsmaßnahmen. Pfeiffers wissenschaftliches Hauptwerk ist ein umfassendes Handbuch über die Technik der Gefäßversuche. Beachtenswert für die Wissenschaftsgeschichte des Landbaus ist sein Beitrag über das Disziplinverständnis der Agrikulturchemie an den deutschen Hochschulen.

## Schriften
- Die Stellung der Agrikulturchemie an den deutschen Hochschulen. In: Die landwirtschaftlichen Versuchs-Stationen Bd. 66, 1907, S. 376–390.
- Stickstoffsammelnde Bakterien, Brache und Raubbau. Berlin 1904, 2. Aufl. ebd. 1912.
- Der Vegetationsversuch als Hilfsmittel zur Lösung von Fragen auf dem Gebiet der Pflanzenernährung, unter besonderer Berücksichtigung der Sand- und Bodenkulturen in Gefäßen. Berlin 1918.